# Franz Philip Kaulen
Franz Philip Kaulen (Düsseldorf, 20 de marzo de 1827 - Bonn, 11 de julio de 1907) fue un teólogo católico alemán.

## Biografía
Desempeñó algunos curatos en diversas poblaciones de Renania, fue canónigo y en 1836 se encargó de un curso de Exégesis del Antiguo Testamento en el seminario de Bonn, siendo nombrado en 1880, profesor de la Universidad de dicha ciudad.
En 1882 el Papa León XIII le nombró prelado de la corte pontificia. Kaulen adquirió gran renombre por sus trabajos bíblicos, en los que defendió la ortodoxia católica en contra de los librepensadores y los protestantes.

## Obras
Entre su obras principales figuran: 
- Institutiones Linguae mandschuricae. Königsberg (1856)
- Die Sprachverwirrung zu Babel. Maguncia (1861)
- Liber Jonae. Maguncia (1862)
- Legende von dem selingen Hermann Joseph,Geschichte der Vulgata, Maguncia (1869)